# 日本の地誌
「日本の地誌」（にほんのちし）は、2005年から2012年にかけて朝倉書店から刊行された、日本を対象地域とする地誌である。全10巻。
「日本地誌」刊行後30年間の日本で起こった特徴的な変化に着目し、変化のプロセスと結果を議論することで各地域の地域性を示し、動態地誌の形で記述されている。
人文地理学において、日本国内でのフィールドワークの事前準備のとき、地域の概況の把握のため「日本地誌」とならんで参照すべき文献として挙げられている。また、日本地誌の学習において特に有用な図書としても言及されている。

## 各巻
1. 『日本総論I（自然編）』（中村和郎・新井正・岩田修二・米倉伸之編、2005年）
2. 『日本総論II（人文・社会編）』（山本正三・谷内達・菅野峰明・田林明・奥野隆史編、2006年）
「日本の地理的特質」「住民と地域組織」「資源と産業」「農村と都市」「日本の生活形態」「人と財の流動」「日本の地域システム」の7章構成である[5]。池谷和信は、生活文化に関する記載も含めて、21世紀初頭の日本についてバランス良く記述されていると評している[6]。
3. 『北海道』（山下克彦・平川一臣編、2011年）
4. 『東北』（田村俊和・石井英也・日野正輝編、2008年）
5. 『首都圏I』（菅野峰明・佐野充・谷内達編、2009年）
6. 『首都圏II』（斎藤功・石井英也・岩田修二編、2009年）
北関東（群馬県・栃木県・茨城県）および甲信越（長野県・山梨県・新潟県）を対象地域とする[7]。熊谷圭知は、北関東・甲信越を首都圏外縁部として扱うことへの違和感も指摘しているが、『首都圏I』も含めて、地誌の記載内容や価値については高評価している[8]。
7. 『中部圏』（藤田佳久・田林明編、2007年）
8. 『近畿圏』（金田章裕・石川義孝編、2006年）
池谷和信は阪神・淡路大震災について独立の章で記述している点を特徴として指摘している[6]。
9. 『中国・四国』（森川洋・篠原重則・奥野隆史編、2005年）
10. 『九州・沖縄』（野澤秀樹・堂前亮平・手塚章編、2012年）